# Belgie na Letních olympijských hrách 1908
Belgie se účastnila Letní olympiády 1908 v Londýně. Zastupovalo ji 70 mužů v 11 sportech.

## Medailisté
| Medaile | Jméno | Sport             | Soutěž                               |
| ------- | --- | ----------------- | ------------------------------------ |
| Zlato   | Paul Van Asbroeck | Sportovní střelba | Muži 50 m libovolná pistole          |
| Stříbro | Oscar De Somville Marcel Morimont Georges Mys Rémy Orban Rodolphe Poma Oscar Taelman Alfred van Landeghem Polydore Veirman François Vergucht | Veslování         | Muži osmiveslice                     |
| Stříbro | Léon Huybrechts Louis Huybrechts Henri Weewauters                                                                                            | Jachting          | 6 m class                            |
| Stříbro | Réginald Storms | Sportovní střelba | Muži 50 m libovolná pistole          |
| Stříbro | René Englebert Charles Paumier du Verger Réginald Storms Paul Van Asbroeck                                                                   | Sportovní střelba | Družstvo mužů 50 m libovolná pistole |
| Stříbro | Victor Boin Herman Donners Fernand Feyaerts Oscar Grégoire Herman Meyboom Albert Michant Joseph Pletinckx                                    | Vodní pólo        | Turnaj mužů                          |
| Bronz   | Joseph Werbrouck | Cyklistika        | Muži 20 km                           |
| Bronz   | Paul Anspach Désiré Beaurain Ferdinand Feyerick François Rom                                                                                 | Šerm              | Družstvo mužů kord                   |